# Stardust Melodia
「Stardust Melodia」（スターダスト・メロディア）は、Ceuiの楽曲。Ceuiが作詞、小高光太郎が作曲を手掛けた。Ceuiの11枚目のシングルとして2011年11月9日にLantisから発売された。

## 概要
前作「Last Inferno」から1年ぶりのリリースとなる2011年唯一のシングル。表題曲はテレビアニメ『境界線上のホライゾン』のエンディング主題歌として使用された。
オリコンウィークリーチャートではこれまでの最高順位は「神々の詩」の30位だったが、本作は26位に更新した。

## 収録曲
（全作詞：Ceui）
1. Stardust Melodia [4:36] 
作曲：小高光太郎・Ceui、編曲：小高光太郎
  - テレビアニメ『境界線上のホライゾン』エンディング主題歌 -Side Horizon-
2. ひとつだけ〜君と僕の秘密の物語〜 [5:07] 
作曲：Ceui、編曲：小高光太郎・Ceui
3. Stardust Melodia （off vocal） [4:36]
4. ひとつだけ〜君と僕の秘密の物語〜 （off vocal） [5:04]